# 湯森 (喬治亞州)
湯森（英語：Townsend）是位於美國喬治亞州麥金托什縣的一個非建制地區。該地的面積和人口皆未知。

## 地理
湯森的座標為31°32′22″N 81°31′21″W / 31.53944°N 81.52250°W，而該地的平均海拔高度為6米（即20英尺）。